# Parafia św. Urbana w Reńskiej Wsi
Parafia Świętego Urbana w Reńskiej Wsi – parafia rzymskokatolicka należąca do dekanatu Koźle diecezji opolskiej w metropolii katowickiej, która została erygowana 1 października 1928. Kościół parafialny zbudowany w latach 1979–1980, mieści się przy ulicy Raciborskiej 23. 

## Proboszczowie
| Lista proboszczów parafii św. Urbana w Reńskiej Wsi |                                   |
| Okres                                               | Proboszcz                         |
| 1928                                                | ks. Paul Richter                  |
| 1928–1934                                           | ks. Alfons Müller                 |
| 1934                                                | ks. Alois Stanoszek               |
| 1934–1941                                           | ks. Karol Wojciechowski           |
| 1941–1945                                           | ks. Paul Matuschek                |
| 1945                                                | ks. Edgar Lehnert (administrator) |
| 1945–1946                                           | ks. Franciszek Pyznar             |
| 1946–1971                                           | ks. Henryk Krause                 |
| 1971–1974                                           | ks. Teodor Pietrzyk               |
| 1974–2009                                           | ks. Józef Marfiany                |
| 2009–                                               | ks. Marek Lewandowski             |

## Historia parafii
Początkowo mieszkańcy wsi Reńska Wieś należeli przed utworzeniem samodzielnej parafii do istniejącej znacznie wcześniej parafii św. Zygmunta i św. Jadwigi Śląskiej w Koźlu, odległej o około 3 km na północny wschód od Reńskiej Wsi, pokonując tę drogę pieszo lub konno.
W 1861 powstała w Reńskiej Wsi neogotycka kaplica, tzw. Bauernkapelle, czyli „kapliczka gospodarzy”, w której dwa razy w roku duchowny z parafii kozielskiej odprawiał mszę świętą.  W związku z rozwojem osadnictwa i stopniowym powiększaniem się ludności wsi zaistniała potrzeba posługi duchowej i wybudowania kościoła, a tym samym powołania samodzielnej parafii. W 1923 sołtys wsi Johann Schweda zwołał zebranie w „Gospodzie u Zinna”, któremu przewodniczył wójt Franz Smykalla, inicjujące budowę nowego tymczasowego kościoła. Wybrano wówczas „zarząd budowy” w składzie: Johann Schweda, Franz Smykalla i Josef Morawietz. Od właściciela kamienicy i sklepu pana Fandricha, zakupiono pagórkowaty ogród na plac pod budowę kościoła, przystępując do jego wznoszenia. Drewniany kościół, o wymiarach (38 × 9,5) m i wysokości 8 m z wieżą 20 m, kryty blachą został zbudowany w latach 1924–1926, a jego patronem obrano św. Urbana – patrona rolników. Uroczyste poświęcenie kościoła odbyło się 14 września 1926. 
Po licznych staraniach mieszkańców Reńskiej Wsi, kard. Adolf Bertram erygował parafię pod wezwaniem św. Urbana, 1 października 1928 , a jej pierwszym proboszczem został mianowany ks. Paul Richter, który zamieszkał obok kościoła w dawnym domu pana Fandricha. Msze święte odprawiane były regularnie, modlitwy i śpiewy liturgiczne odbywały się po łacinie, zaś śpiew po polsku lub niemiecku w zależności od życzenia składającego intencję mszalną. W niedzielę jedna msza św. odbywała się po polsku, a druga po niemiecku. Po II wojnie światowej, na miejscu rozebranego kościoła drewnianego wybudowano kościół murowany, w latach 1979–1980, o wymiarach (40,5 × 13,5) m i wysokości 31,7 m. Poświęcenie nowego kościoła odbyło się po pracach wykończeniowych 14 września 1985 przez bp. Alfonsa Nossola. W kościele tym zostały umieszczone relikwie św. Aurelii i św. Tymoteusza. 

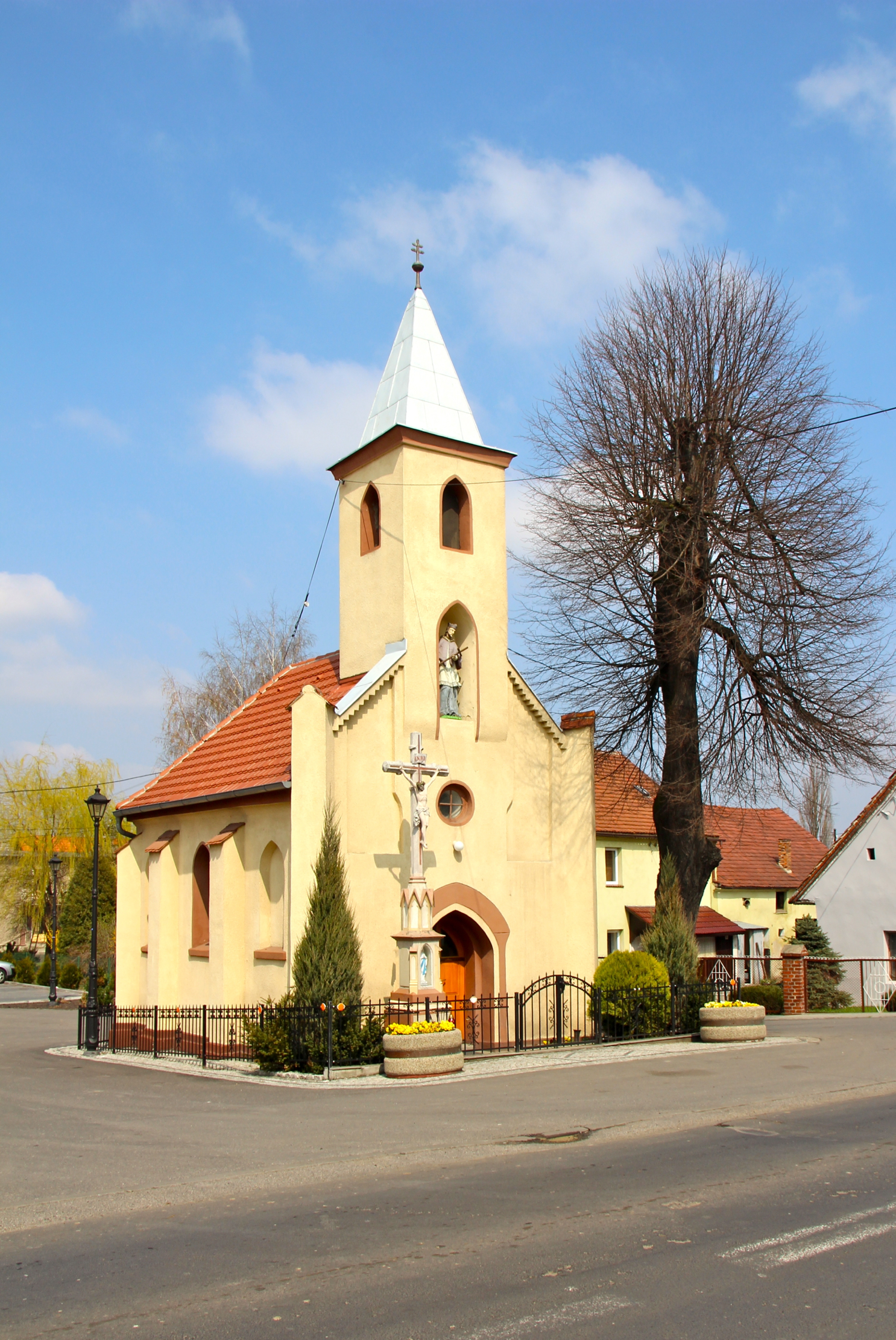
Kaplica św. Jana Nepomucena w Reńskiej Wsi

Warto dodać, że na terytorium parafii znajduje się kaplica pod wezwaniem św. Jana Nepomucena, przy ulicy Kozielskiej, która służy także jako kaplica przedpogrzebowa. Parafia liczy około 1200 wiernych .

## Grupy parafialne
- Duszpasterstwo młodzieży[14]
- Służba Liturgiczna[14]
- Wspólnota Żywego Różańca[14]
- Zespół Charytatywny Caritas[14]

## Galeria
| - Kościół św. Urbana w Reńskiej Wsi - Nawa kościoła - Chór z wejściem głównym - Prezbiterium - Figura św. Urbana - Obraz św. Urbana |